# Coppa del mondo di corsa in montagna 1999
La Coppa del mondo di corsa in montagna 1999 si è disputata su quattro prove sotto il nome di "WMRA Grand Prix" . La coppa maschile è stata vinta da Jonathan Wyatt, quella femminile da Angela Mudge.

## Gare di coppa del mondo 1999
Per il 1999 le gare valevoli per la coppa del mondo erano quattro, nessun risultato di stralcio. Un atleta entra in classifica finale a condizione di aver raccolto punti in almeno due competizioni valevoli per la coppa.
| Gara | Nome della gara      | Luogo di svolgimento | Data      | Nazione  |
| ---- | -------------------- | -------------------- | --------- | -------- |
| 1    | Danis Berglauf       | Lenzerheide          | 11 luglio | Svizzera |
| 2    | Schlikeralm Berglauf | Telfes               | 8 agosto  | Austria  |
| 3    | Challenge Stellina   | Susa                 | 22 agosto | Italia   |
| 4    | Hochfelln Berglauf   | Bergen               | 3 ottobre | Germania |

## Punteggi
Ecco come sono stati ripartiti i punti per la coppa del mondo 1999. Dal primo al trentesimo rango.
| Rango | Punti |
| ----- | ----- |
| 1°    | 100   |
| 2°    | 80    |
| 3°    | 60    |
| 4°    | 50    |
| 5°    | 45    |
| 6°    | 40    |
| 7°    | 36    |
| 8°    | 32    |
| 9°    | 29    |
| 10°   | 26    |

| Rango | Punti |
| ----- | ----- |
| 11°   | 24    |
| 12°   | 22    |
| 13°   | 20    |
| 14°   | 18    |
| 15°   | 16    |
| 16°   | 15    |
| 17°   | 14    |
| 18°   | 13    |
| 19°   | 12    |
| 20°   | 11    |

| Rango | Punti |
| ----- | ----- |
| 21°   | 10    |
| 22°   | 9     |
| 23°   | 8     |
| 24°   | 7     |
| 25°   | 6     |
| 26°   | 5     |
| 27°   | 4     |
| 28°   | 3     |
| 29°   | 2     |
| 30°   | 1     |

## Uomini
Classifica finale
| Pos. | Atleta            | Anno | Nazione       | Gara 1 | Gara 2 | Gara 3 | Gara 4 | Totale |
| ---- | ----------------- | ---- | ------------- | ------ | ------ | ------ | ------ | ------ |
| 1    | Jonathan Wyatt    | 1972 | Nuova Zelanda |        | 80     | 100    | 100    | 280    |
| 2    | Antonio Molinari  | 1967 | Italia        |        | 100    | 80     | 80     | 260    |
| 3    | Robert Quinn      | 1965 | Scozia        | 90     | 45     | 29     | 45     | 209    |
| 4    | Richard Findlow   | 1966 | Inghilterra   | 80     | 24     | 32     | 36     | 172    |
| 5    | Helmuth Schmuck   | 1963 | Austria       | 15     | 60     | 24     | 50     | 149    |
| 6    | Rudolf Reitberger | 1971 | Austria       | 12     | 26     | 22     | 40     | 100    |
| 7    | Thierry Icart     | 1968 | Francia       |        | 50     | 40     |        | 90     |
| 8    | Aaron Strong      | 1971 | Nuova Zelanda |        | 40     | 36     | 14     | 90     |
| 9    | Marcel Matanin    | 1973 | Slovacchia    | 45     | 14     | 4      | 24     | 87     |

## Donne
Classifica finale
| Pos. | Atleta               | Anno | Nazione    | Gara 1 | Gara 2 | Gara 3 | Gara 4 | Totale |
| ---- | -------------------- | ---- | ---------- | ------ | ------ | ------ | ------ | ------ |
| 1    | Angela Mudge         | 1970 | Scozia     | 80     | 80     | 80     | 80     | 320    |
| 2    | Izabela Zatorska     | 1962 | Polonia    |        | 100    | 100    | 100    | 300    |
| 3    | Alexandra Olarte     | 1973 | Colombia   | 40     | 60     | 45     | 50     | 195    |
| 4    | Johanna Baumgartner  | 1966 | Germania   | 50     | 50     |        | 36     | 136    |
| 5    | Ludmilla Melicherova | 1964 | Slovacchia |        | 40     | 26     | 60     | 126    |